# Instytut Metali Nieżelaznych
Instytut Metali Nieżelaznych (IMN) – polski instytut badawczy z siedzibą w Gliwicach zajmujący się opracowywaniem i wdrażaniem nowych technologii i wyrobów z metali nieżelaznych. Jest samodzielną, samofinansującą się jednostką naukową.
Instytut został założony w 1952 r. zarządzeniem Ministra Przemysłu Ciężkiego.  
Posiada trzy oddziały zamiejscowe: 
- Oddział w Skawinie,
- Oddział w Poznaniu,
- Oddział w  Legnicy

oraz spółkę Innovator.
1 kwietnia 2019 r. nastąpiło przekształcenie Instytutu Metali Nieżelaznych w Gliwicach w instytut Sieci Badawczej Łukasiewicz.

## Specjalności
Instytut prowadzi badania w pełnym cyklu od badań laboratoryjnych do badań w skali pilotowej i prototypowej, w zakresie wszystkich metali nieżelaznych, szczególnie miedzi, glinu, cynku, ołowiu i srebra, w takich specjalnościach jak:
- przeróbka rud i innych surowców mineralnych,
- pirometalurgia,
- hydrometalurgia,
- przerób złomów i odpadów,
- ochrona środowiska,
- chemia analityczna,
- przetwórstwo metali,
- inżynieria materiałowa – nowe materiały,
- chemiczne źródła prądu.

## Historia

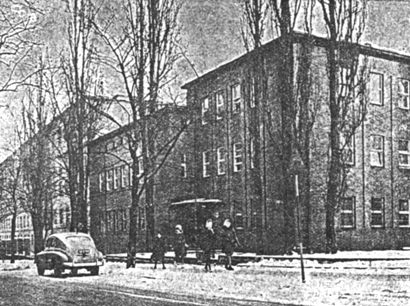
Budynek Instytutu w latach pięćdziesiątych XX wieku

Instytut Metali Nieżelaznych został utworzony w 1952 r. jako centralny ośrodek badawczy przemysłu metali nieżelaznych, pracujący także dla potrzeb innych branż przemysłowych, związanych z produkcją i zastosowaniami metali nieżelaznych.
Kadrę Instytutu stanowili i stanowią głównie absolwenci Akademii Górniczo-Hutniczej w Krakowie oraz Politechniki Śląskiej w Gliwicach.
W początkowym okresie działalności instytutu w jego skład wchodziły zakłady: Przeróbki Rud, Metali Nieżelaznych i Metalurgii Proszków oraz laboratoria badawcze w Bytomiu i Trzebini. W 1953 r. uruchomiony został w Gliwicach Zakład Produkcji Doświadczalnej. W 1959 r. włączono do Instytutu Oddział Metali Lekkich w Skawinie, a w 1974 r. utworzono Zakład Produkcji Doświadczalnej w Legnicy, działający obecnie jako oddział IMN. W roku 2007 do Instytutu Metali Nieżelaznych zostało włączone Centralne Laboratorium Akumulatorów i Ogniw w Poznaniu jako oddział zamiejscowy IMN.
Do najważniejszych osiągnięć w dorobku Instytutu w zakresie przeróbki rud należą prace związane ze wzbogacaniem krajowych rud miedzi, cynku i ołowiu. Na podstawie przeprowadzonych przez Instytut badań zaprojektowano i zbudowano nowoczesne zakłady przeróbki rud miedzi, które podlegają ciągłej modernizacji w zakresie technologii i urządzeń.
IMN jest współautorem rozwiązań konstrukcyjnych nowoczesnych maszyn flotacyjnych typu IZ, które znalazły zastosowanie w procesach wzbogacania rud miedzi, cynku i ołowiu, a także węgla.
Instytut uczestniczył w opracowaniu technologii dla budowanego od podstaw hutnictwa miedzi, a także w modernizacji metalurgicznych procesów otrzymywania miedzi, technologii intensyfikujących procesy przygotowania wsadu, topienia w piecach szybowych i zawiesinowych, procesach konwertorowania i rafinacji.
IMN jest współtwórcą szeregu rozwiązań z zakresu ochrony środowiska dotyczących odpylania gazów technologicznych i wentylacyjnych, oczyszczania ścieków i utylizacji odpadów.
Prace Instytutu przyczyniły się do stworzenia i rozszerzenia nowoczesnego przetwórstwa metali, w tym aluminium, miedzi i jej stopów. Szczególnie efektywny okres działalności w tej ostatniej dziedzinie przypadł na lata 70. i 80. XX w., kiedy to przemysł miedziowy uzyskał priorytet w ówczesnych programach rządowych.
Lata 90. to okres nowych wyzwań w historii Instytutu związanych z gwałtownym rozwojem na świecie takich dziedzin jak inżynieria materiałowa, mikroelektronika, informatyka oraz ze zmianą systemu gospodarczego w kraju, powodującą nowe relacje nauka-przemysł. Tematyka badawcza została ukierunkowana na obniżkę kosztów produkcji, rozszerzenie asortymentu produkcji zakładów przemysłowych, poprawę jakości, udoskonalenia technologiczno-techniczne procesów, ochronę środowiska, rozwój przetwórstwa metali oraz nowych stopów i kompozytów metalicznych.

### Dyrektorzy naczelni
Pierwszym dyrektorem instytutu był doc. Jerzy Adamiczka - absolwent Uniwersytetu Jana Kazimierza we Lwowie. W kolejnych latach instytutem kierowali:
- prof. Witold Babiński – 1964-1975,
- prof. Zbigniew Śmieszek – 1975-1991,
- prof. Jan Botor – 1991-1995,
- prof. Zbigniew Śmieszek – 1996-2018,
- dr inż. Barbara Juszczyk – od 2019.

## Struktura Instytutu
W swojej strukturze organizacyjnej Instytut posiada następujące zakłady naukowe:
- Zakład Przeróbki Surowców Mineralnych i Utylizacji Odpadów,
- Zakład Hutnictwa,
- Zakład Hydrometalurgii,
- Zakład Chemii Analitycznej,
- Zakład Ochrony Środowiska,
- Zakład Inżynierii Materiałowej i Metalurgii Proszków,
- Zakład Technologii Przetwórstwa Metali i Stopów.

Oddziały Instytutu to:
- Oddział w Skawinie,
- Oddział  w Legnicy,
- Oddział w Poznaniu.

## Działalność Instytutu
Zakres działalności Instytutu obejmuje: 
- prace badawczo-rozwojowe,
- nowe technologie,
- badania w skali laboratoryjnej, pilotowej i technicznej,
- usługi akredytowanych laboratoriów, ekspertyzy, doradztwo,
- specjalistyczne wyroby z metali nieżelaznych.

Jako instytut naukowy Łukasiewicz – IMN prowadzi prace badawcze, zarówno w zakresie badań podstawowych, ale także opracowuje nowe technologie dla przemysłu, prowadzi prace nad optymalizacją procesów technologicznych i modernizacji linii produkcyjnych. Laboratoria oferują usługi pomiarowe i analityczne, zapewniając  wysoką jakość prac dzięki wyposażeniu  w nowoczesną aparaturę. W zakładach Instytutu opracowywane są konstrukcje nowych maszyn dla przemysłu wzbogacania rud.

## Wdrożenia i opracowania
Instytut opracował i wdrożył następujące technologie i procesy:
- opracowanie, wdrożenie i doskonalenie technologii wzbogacania rud miedzi dla zakładów przeróbczych KGHM Polska Miedź S.A. oraz rud cynkowo – ołowiowych dla ZGH Bolesław,
- wprowadzenie do praktyki przemysłowej nowych odczynników flotacyjnych (ksantogenianów, alkoholi ciężkich, ADTM, poliglikoli, mieszanki ksantogenianów, ditiofosforanów),
- opracowanie technologii i założeń projektowych zakładu wzbogacania rud tytanowo-cyrkonowych w Wietnamie oraz wzbogacania brazylijskich rud miedzi i greckich rud manganowych,
- opracowanie technologii rozdrabniania i separacji składników złomu akumulatorowego oraz metod przetopu frakcji metalicznych,
- pneumo-mechaniczne maszyny flotacyjne typu IZ wraz z układami automatycznej regulacji,
- opracowanie technologii odmiedziowania żużla zawiesinowego w piecu elektrycznym z jednoetapowej metody produkcji miedzi (KGHM Polska Miedź S.A. - HM Głogów II),
- opracowanie technologii konwertorowania stopu CuPbFe dla otrzymywania miedzi zawierającej poniżej 0,3% mas. Pb (KGHM Polska Miedź S.A. – HM Głogów II),
- modernizację technologii stapiania koncentratów w piecach szybowych i konwertorowania kamienia miedziowego – zastosowanie dmuchu powietrza procesowego wzbogaconego w tlen (KGHM Polska Miedź S.A. – HM Legnica),
- udoskonalenie procesu rafinacji ołowiu i odzysku srebra w postaci metalu Dore’a (HC Miasteczko Śląskie),
- opracowanie technologii rafinacji ołowiu surowego, pochodzącego z przerobu złomu akumulatorowego dla nowej rafinerii w Orzeł Biały S.A.,
- opracowanie technologii rafinacji ołowiu surowego produkowanego z polimetalicznych surowców ołowiowych pochodzących z hutnictwa miedzi dla nowej rafinerii (KGHM Polska Miedź S.A. – HM Legnica),
- opracowanie technologii przerobu złomu akumulatorowego w piecach obrotowo-wahadłowych z zastosowaniem palników tlenowych (Orzeł Biały S.A.),
- opracowanie technologii przerobu pyłów stalowniczych w piecach obrotowych z zastosowaniem zasadowego topnika (Bolesław Recycling sp. z o.o.),
- modernizacja technologii celem produkcji bieli cynkowej o podwyższonej powierzchni właściwej w Hucie Oława i w Hucie Będzin,
- opracowanie technologii i instalacji do rafinacji ogniowej miedzi w obrotowych piecach anodowych gazem ziemnym (KGHM Polska Miedź S.A. – HM Głogów I., HM Głogów II),
- opracowanie technologii konwertorowania stopu CuPbFe z zastosowaniem powietrza procesowego wzbogaconego w tlen (KGHM Polska Miedź S.A. - HM Głogów II),
- opracowanie technologii kompleksowego hydro – i pirometalurgicznego przerobu półproduktów rafinacji ołowiu dla odzysku wartościowych metali (IMN – Oddział Legnica),
- modernizacja produkcji cynku przez zastosowanie dmuchu powietrza wzbogaconego w tlen w procesie Imperial Smelting (HC Miasteczko Śl.),
- modernizacja produkcji ołowiu surowego z półproduktów hutnictwa miedzi z piecach obrotowych z zastosowaniem palnika gazowo-tlenowego wraz z ekologiczną utylizacją powstających półproduktów – żużla, pyłów Pb-Zn i gazów procesowych (KGHM Polska Miedź S.A. – HM Głogów),
- opracowanie technologii wstępnej redukcji żużla konwertorowego ze świeżenia stopu CuPbFe i metody jego stapiania wraz z innymi materiałami ołowionośnymi celem odzyskania z niego ołowiu (KGHM Polska Miedź S.A. – HM Głogów),
- opracowanie założeń procesowych, technicznych i technologicznych modernizacji pirometalurgii w KGHM Polska Miedź S.A. polegającej na zastąpieniu pieców szybowych w HM Głogów I i w HM Legnica jednym piecem zawiesinowym,
- intensyfikacja procesu elektrorafinacji miedzi w HM Legnica i HM Głogów,
- wdrożenie technologii odzysku renu ze ścieków kwaśnych w HM Głogów I i HM Głogów II  oraz produkcji renu metalicznego (KGHM Ecoren),
- opracowanie technologii produkcji złota i platynowców ze szlamów anodowych elektrorafinacji srebra oraz złomów elektronicznych,
- opracowanie i wdrożenie technologii elektrorafinacji ołowiu
- opracowanie i wdrożenie nowego wariantu mokrej wapniakowej technologii odsiarczania gazów przemysłowych  (HC Miasteczko Śląskie, Bolesław  Recycling sp. z o.o.),
- wdrożenie technologii oczyszczania gazów z pieców anodowych we wszystkich hutach miedzi oraz odpylania gazów z konwertorowania stopu CuFePb, przygotowania wsadu oraz wentylacyjnych pieca szybowego,
- opracowanie technologii produkcji gipsu syntetycznego z materiałów odpadowych hutnictwa miedzi,
- opracowywanie i wytwarzanie certyfikowanych materiałów odniesienia dla spektroskopowej analizy składu  rud, koncentratów, metali i ich stopów,
- wdrożenie do produkcji przemysłowej drutów ze stopów platynowo-palladowych, stosowanych na tzw. siatki katalityczne i katalityczno-wychwytujące, które są produkowane w Mennicy Metale Szlachetne S.A w Warszawie,
- opracowanie technologii i uruchomienie produkcji miedzianych rur instalacyjnych w oparciu o proces walcowania pielgrzymkowego,
- opracowanie technologii i wdrożenie do produkcji przemysłowej w ZGH Bolesław nowego typoszeregu stopów do cynkowania stali metodą jednostkową i ciągłą,
- wprowadzenie do przemysłu cynkowniczego opracowanych nowych stopów polepszających jakość wyrobów, a także ekonomikę procesu cynkowania,
- opracowanie nowych stopów ołowiu umożliwiających produkcję nowej generacji akumulatorów bezobsługowych, w tym hybrydowych,
- rozwój ekologicznych stopów lutowniczych stanowiących zamiennik spoiw kadmowych oraz lutowi aktywnych do łączenia metal/ceramika,
- zaprojektowanie składu chemicznego oraz technologii wytwarzania nowych ekologicznych materiałów stykowych na bazie srebra,
- zaprojektowanie i opracowanie nowych drutów płaszczowych przewodzących prąd z rdzeniami stalowymi, aluminiowymi i ze stopów metali,
- technologia wytwarzania nowych materiałów warstwowych przeznaczonych do lutowania narzędzi pracujących w ekstremalnych warunkach,
- opracowanie nowych, ekologicznych stopów miedzi bezołowiowych oraz o obniżonej jego zawartości przeznaczone na armaturę, a także do przeróbki plastycznej,
- wprowadzanie do praktyki przemysłowej metody ciągłego odlewania w odniesieniu do cynku i jego stopów,
- opracowanie technologii wytwarzania amorficznych rdzeni na osnowie żelaza i zastosowanie ich w transformatorach energetycznych, które poddano eksploatacji w Polskich Sieciach Elektroenergetycznych,
- opracowanie technologii wytwarzania rdzeni nanokrystalicznych na osnowie żelaza dla zastosowań w elektronice i energoelektronice,
- technologia wytwarzania i zastosowanie magnetycznie miękkich stopów szybkoschładzanych w przemyśle energoelektronicznym i elektrotechnicznym,
- technologia wytwarzania stopów lutowniczych w postaci proszków do past lutowniczych dla elektroniki, przemysłu motoryzacyjnego i elektromaszynowego,
- technologia wytwarzania elektrod spawalniczych z topnikiem dla spawania żeliwnych, samochodowych elementów konstrukcyjnych,
- współudział w zaprojektowaniu i badaniu 6 elektrolizerów doświadczalnych z anodami wstępnie spieczonymi i skompensowanym polem magnetycznym oraz współudział w badaniach stacji suchego oczyszczania gazów z elektrolizerów doświadczalnych w Hucie Aluminium Konin,
- badania nad wprowadzeniem do produkcji w Zakładach Metalurgicznych Skawina suchej masy anodowej i prace wdrożeniowe zastosowania suchej masy anodowej w Hucie Aluminium Konin,
- opracowanie technologii odlewania stopów aluminium metodą rheocast,
- odlewanie wlewków ze stopów aluminium w krystalizatorach elektromagnetycznych,
- opracowanie nowych stopów odlewniczych na bazie aluminium przeznaczonych do wytwarzania elementów silników samochodowych (Fiat Bielsko-Biała),
- opracowanie technologii wytwarzania przesyłowych napowietrznych linii wysokiego napięcia na bazie stopów aluminium – współpraca z Hutą Aluminium Skawina i Kabel Skawina,
- opracowanie technologii odlewania oraz walcowania blach i taśm ze stopów aluminium w Hucie Aluminium Konin – głębokotłoczne dla przemysłu spożywczego, platerowane dla przemysłu motoryzacyjnego oraz konstrukcyjne dla przemysłu stoczniowego i budownictwa,
- opracowanie ultralekkich osłon balistycznych odpornych na ostrzał pociskami kaliber 7,62mm i 12,7mm,
- opracowanie i wdrożenie akumulatora lotniczego 20KSX25P,
- opracowanie, wykonanie i wdrożenie młyna do proszku ołowiu i linii montażowej akumulatorów,
- opracowanie, wykonanie i wdrożenie automatu do produkcji ogniw R6 metodą zatłaczania,
- opracowanie baterii monetowej lit-dwutlenek manganu z elektrolitem w rozpuszczalniku niewodnym,
- opracowanie i uruchomienie produkcji akumulatorów rozruchowych bezobsługowych na bazie bezantymonowego stopu ołowiu,
- opracowanie i uruchomienie w CLAiO produkcji baterii ratowniczej radiostacji pilota - wprowadzenie nowego systemu prądotwórczego,
- opracowanie i wdrożenie do produkcji w CLAiO samolotowej baterii akumulatorowej  20KSX20P,
- opracowanie i wdrożenie technologii otrzymywania oraz łączenia kubka i wieczka baterii termicznej  BTR-03,
- opracowanie technologii wykonania akumulatora z ujemną elektrodą wodorkową typu HBL 252/077,
- opracowanie konstrukcji i technologii oraz wdrożenie do produkcji w CLAiO zestawu akumulatorów o wysokiej energii do zasilania nowoczesnej lampy górniczej.